# 池田政順
池田 政順（いけだ まさゆき/まさより）は、江戸時代中期の備前国岡山藩の世嗣。通称は三左衛門。

## 略歴
2代藩主・池田綱政の十五男として誕生。母は幸品（水原氏）。
綱政の嫡男であった異母兄・吉政は政順が生まれる前の元禄8年（1695年）に早世していたため、幼くして嫡子となり、宝永2年（1705年）に5代将軍・徳川綱吉に拝謁した。しかし、宝永6年（1709年）に14歳で早世した。
代わって同母弟・継政が嫡子となり、家督を継いだ。